# Pavlivka, Bilokurakîne
Pavlivka (în ucraineană Павлівка) este localitatea de reședință a comunei Pavlivka din raionul Bilokurakîne, regiunea Luhansk, Ucraina.

## Demografie
Componența lingvistică a localității Pavlivka
     Ucraineană (95,86%)
     Rusă (3,88%)
Conform recensământului din 2001, majoritatea populației localității Pavlivka era vorbitoare de ucraineană (95,86%), existând în minoritate și vorbitori de rusă (3,88%).